# Breite Straße 30

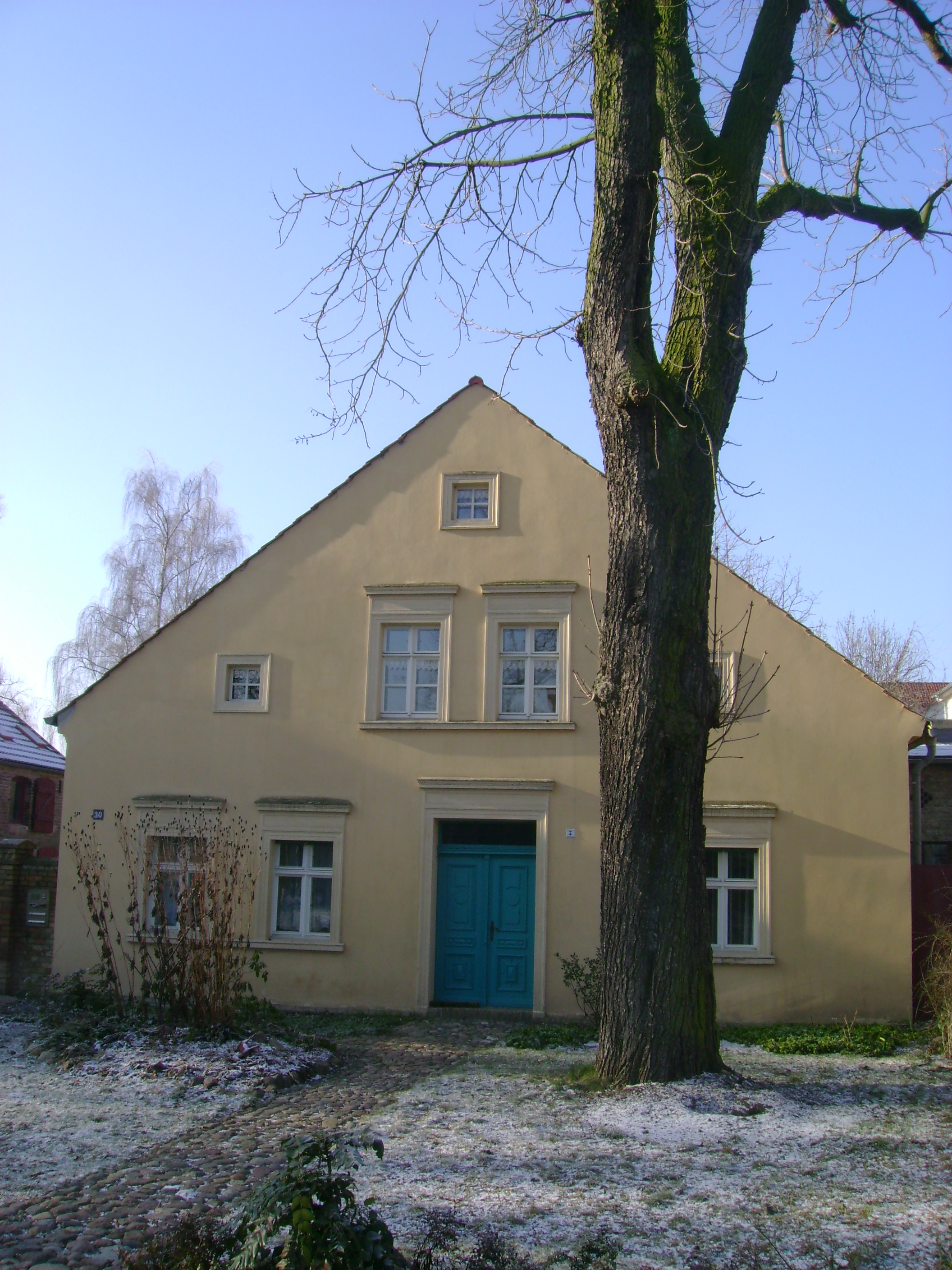
Breite Straße 30

Das Gebäude Breite Straße 30 ist ein Baudenkmal in der Stadt Velten im Landkreis Oberhavel im Land Brandenburg.

## Architektur und Geschichte
Das Wohnhaus wurde um 1850 im Stile eines Märkischen Mittelflurhauses errichtet. Es ist eingeschossig, massiv erbaut und verputzt worden und hat ein Satteldach. Im Jahre 1987 erfolgte eine Restaurierung. Typisch für alle Mittelflurhäuser ist, das die Giebelseite dem Anger zugewandt ist. In Sichtweite befindet sich die Stadtkirche und das Pfarrhaus.
Ebenfalls zum Ensemble gehört das links neben dem Wohnhaus stehende zweigeschossige massive Wirtschaftsgebäude aus gelben Ziegeln mit einem Satteldach.